# Kwiecień 2021

## 30 kwietnia
- Co najmniej 45 osób zginęło, a co najmniej 150 zostało rannych w wyniku paniki podczas obchodów Lag ba-Omer w Meron w Izraelu. To najbardziej śmiertelna katastrofa w historii kraju[1].
- W kolejnych starciach między dwoma krajami w Azji Środkowej 31 osób zostało zabitych, a 154 zostało rannych w Kirgistanie oraz 10 osób zginęło, a 90 innych zostało rannych w Tadżykistanie[2].
- Wojna w Afganistanie: W wyniku samobójczego zamachu bombowego zginęło 30 osób, a 91 innych zostało rannych w Pol-e Alam w prowincji Logar (Afganistan)[3].
- Prezydent Mahmud Abbas odłożył wybory zaplanowane na 22 maja 2021 roku do odwołania, po tym jak rząd Izraela rzekomo odrzucił przeprowadzenie wyborów we Wschodniej Jerozolimie. Abbas stwierdził, że wybory nie mogą się odbyć bez udziału spornego obszaru[4].
- Najdłuższy na świecie wiszący most dla pieszych, Arouca 516, został ukończony w Regionie Północnym w Portugalii, a lokalni mieszkańcy byli pierwszymi osobami, które mogły go przekroczyć[5].

## 29 kwietnia
- Ośmiu żołnierzy wenezuelskich zginęło w starciach z nieregularnymi grupami zbrojnymi działającymi na granicy z Kolumbią. Rząd Wenezueli stwierdził, że są to narkoterroryści powiązanymi z prezydentem Kolumbii Ivanem Duque, podczas gdy kolumbijskie źródła bezpieczeństwa podały, że są to dysydenci FARC[6].
- W starciu między siłami Tadżykistanu i Kirgistanu na granicy obu krajów zginęły cztery osoby, a dziesiątki zostało rannych[7]. Następnie ministrowie spraw zagranicznych Tadżykistanu i Kirgistanu powiedzieli, że zgodzili się na zawieszenie broni na granicy[8].
- Tajwańskie Ministerstwo Pracy zakazało zarówno krajowym, jak i zagranicznym firmom reklamowania miejsc pracy zlokalizowanych w Chinach, zwłaszcza związanych z branżą układów scalonych i półprzewodników. Posunięcie to wynikało zarówno z rosnących napięć między tymi dwoma krajami, jak i ze względu na agresywną rekrutację pracowników z Tajwanu w Chinach do budowy własnego przemysłu półprzewodników[9].
- Cena miedzi przekroczyła 10 tys. dolarów za tonę po raz pierwszy od lutego 2011 roku. Analitycy wskazują, że na wzrost ceny miedzi ma wpływ silny popyt w Chinach i osłabienie dolara amerykańskiego[10].

## 28 kwietnia
- Osiem osób zginęło, a dziewięć zostało rannych w pożarze nielegalnego hostelu w Rydze na Łotwie[11].
- Trzęsienie ziemi o sile 6,4 w skali Richtera uderzyło w indyjskie stany Bengal Zachodni i Asam, część Meghalaya i część Bangladeszu, powodując uszkodzenia domów i budynków. Dwie osoby umierły na zawał serca, a 10 innych zostało rannych w wyniku samego trzęsienia ziemi. Epicentrum wstrząsów znajdowało się niedaleko miasta Dhekiajuli, 140 km na północ od miasta Guwahati, niedaleko granicy z Bhutanem, z kolei hipocentrum znajdowało się na głębokości 34 km. Odnotowano również kilka wstrząsów wtórnych[12][13].
- Pięć osób, w tym dwóch zastępców szeryfa, zostało zabitych w Boone w Karolinie Północnej w Stanach Zjednoczonych[14].
- Czterech pacjentów ginie, a jedna osoba zostaje ranna podczas masowego ataku nożem w szpitalu w Poczdamie w Brandenburgii w Niemczech. Sprawcą ataku była pracownica szpitala, która została zatrzymana[15].
- Dwoje dzieci zostało zabitych, a kolejnych 16 zostało rannych podczas masowego ataku nożem w przedszkolu w Beiliu w Kuangsi w Chinach. Napastnik został aresztowany[16].
- Śledczy federalni wtargnęli do domu Rudy’ego Giulianiego, byłego osobistego prawnika byłego prezydenta Donalda Trumpa, za podejrzenie nielegalnego lobbowania rządu federalnego w imieniu ukraińskich urzędników[17].
- Zmarł Michael Collins, kosmonauta misji Apollo 11[18].

## 27 kwietnia
- Co najmniej dwie osoby zginęły w Ndżamena podczas protestów wzywających rząd wojskowy do zgody na przejście cywilne. Kobieta zginęła, gdy protestujący przeciw wojsku zaatakowali autobus, a mężczyzna zginął na południu Czadu. Policja użyła gazu łzawiącego do rozproszenia protestujących. Następnie rada wojskowa zakazała protestów[19].
- Konflikty wewnętrzne w Mjanmie: Karen National Union (KNU) o świcie przeprowadziła atak na placówkę wojskową w pobliżu granicy z Tajlandią. Siły zbrojne Mjanmy szybko zareagowały nalotami. Około 450 mieszkańców okolicznych terenów zostało przeniesionych w bezpieczne miejsce przez tajskie wojsko. Nie było bezpośrednich raportów o ofiarach[20].
- Parlament Europejski ratyfikował umowę o handlu i współpracy między UE a Wielką Brytanią głosami 660–5, przy 32 posłach wstrzymujących się od głosu[21].
- Raport opublikowany przez Human Rights Watch oskarżył Izrael o popełnienie zbrodni apartheidu wobec narodu palestyńskiego[22].

## 26 kwietnia
- Dżihadyści z Boko Haram zaatakowali konwój wojskowy i bazę w Mainok w stanie Borno w Nigerii, zabijając co najmniej 31 żołnierzy[23].
- Dwóch hiszpańskich dziennikarzy i irlandzki działacz zostali zabici podczas ataku na ich konwój we wschodniej części Burkiny Faso. Dwóch żołnierzy Burkinabe zostało rannych[24]. Ponadto co najmniej 18 cywilów zostało zabitych podczas ataku bojowników na wioskę Yattakou w prowincji Séno[25].
- Napastnicy porwali studentów z Federalnego Uniwersytetu Rolniczego w mieście Makurdi w stanie Benue w Nigerii[26].
- Ponad 1300 więźniów w Burundi zostało zwolnionych po tym, jak prezydent Evariste Ndayishimiye ułaskawił prawie 5000 więźniów w marcu 2021 roku, aby zmniejszyć przepełnienie więzień w kraju[27].
- United States Census Bureau ogłosiło, że całkowita populacja USA wynosi ponad 331 milionów osób, co oznacza drugi najwolniejszy wzrost w historii kraju. Ogłoszono również, że Teksas zdobędzie dwa miejsca w kongresie podczas procesu redystrybucji, a Kolorado, Floryda, Montana, Karolina Północna i Oregon otrzymają po jednym miejscu; z kolei Kalifornia, Illinois, Michigan, Nowy Jork, Ohio, Pensylwania i Wirginia Zachodnia stracą miejsce[28].

## 25 kwietnia
- Wojna w Afganistanie: Generał armii Stanów Zjednoczonych Austin S. Miller ogłosił, że wojska amerykańskie rozpoczęły wycofywanie się z Afganistanu[29].
- W Los Angeles odbyła się 93. ceremonia wręczenia Oscarów. Najwięcej statuetek (trzy) otrzymał film Nomadland (w tym nagroda dla najlepszego filmu, a jego reżyserka, Chloé Zhao, zdobyła nagrodę dla najlepszego reżysera). Anthony Hopkins zdobył nagrodę dla najlepszego aktora za rolę w filmie Ojciec oraz stał się najstarszą osobą (83 lata), która otrzymała Oscara w kategorii aktorskiej. Z kolei południowokoreańska aktorka Youn Yuh-jung zdobyła tytuł najlepszej aktorki drugoplanowej za rolę w filmie Minari; jest również pierwszym Koreańczykiem, który zdobył Oscara w którejkolwiek kategorii aktorskiej[30][31][32][33].
- Włoski rząd podpisał duży pakiet inwestycji i reform, które będą finansowane z funduszu naprawczego Unii Europejskiej w wysokości 800 miliardów euro, z czego kraj otrzymał 191,5 mld euro, w tym 69 mld euro dotacji[34].

## 24 kwietnia
- W pożarze w szpitalu w Bagdadzie w Iraku zginęły 82 osoby, a ponad 100 innych zostało rannych[35].
- Indonezyjskie władze odkryły szczątki łodzi podwodnej KRI Nanggala, która zaginęła 21 kwietnia 2021 roku, a także wyciek ropy z wyspy Bali. W odpowiedzi na to marynarka wojenna ogłosiła zmianę statusu okrętu podwodnego z zaginionego na zatopiony, a także oświadczyła, że 53 członków załogi nie żyje[36][37].
- Wojna w Afganistanie: 14 osób zostało zabitych, a wiele innych zostało rannych w serii eksplozji i strzelanin w trzech prowincjach Afganistanu[38].
- Co najmniej 35 rakiet zostało wystrzelonych w kierunku Izraela ze Strefy Gazy podczas starć między skrajnie prawicowymi żydowskimi demonstrantami a Palestyńczykami w Jerozolimie. Izrael wziął odwet, strzelając do celów obsługiwanych przez Hamas w Strefie[39].
- Rzeczniczka Frontu dla Zmian i Zgody w Czadzie Sharfadine Galmaye powiedziała, że FACT jest „chętny do negocjacji z rządem, aby oszczędzić Czadowi dalszego konfliktu”. Grupa rebeliantów prosi Mahamata Déby Itno, aby ustąpił i aby jego miejsce zajęła „niezależna osoba, którą wszyscy mogliby zaakceptować”[40].
- W oświadczeniu upamiętniającym Dzień Pamięci o Ludobójstwie Ormian, prezydent USA Joe Biden formalnie uznał masakrę Ormian przez Imperium Osmańskie podczas I wojny światowej za ludobójstwo. Turecki minister spraw zagranicznych Mevlüt Çavuşoğlu potępił oświadczenie Bidena jako „polityczny oportunizm” i „oparty na populizmie”[41].
- Crew Dragon C206 „Endeavour” firmy SpaceX, który przewoził na pokładzie czterech astronautów, z powodzeniem zadokował na Międzynarodowej Stacji Kosmicznej[42].

## 23 kwietnia
- W pożarze w szpitalu w mieście Virar, w regionie metropolitalnym Bombaju w Indiach, zginęło 13 pacjentów[43].
- Ponad 120 osób zostało rannych w starciach w Jerozolimie między skrajnie nacjonalistycznymi żydowskimi demonstrantami (w tym ekstremistami Lehava), palestyńskimi demonstrantami i izraelską policją w odpowiedzi na wideo na TikToku pokazujące Palestyńczyków napadających na członków ultraortodoksyjnej społeczności jerozolimskiej[44].
- Funkcjonariuszka policji zostaje zabita w ataku nożem na komisariat policji w Rambouillet we Francji. Napastnik został następnie zastrzelony na miejscu zdarzenia[45].
- SpaceX z powodzeniem wystrzeliwuje astronautów Roberta Shane’a Kimbrougha, Katherine Megan McArthur, Akihiko Hoshide i Thomasa Pesqueta na pokładzie statku kosmicznego Crew Dragon na niską orbitę okołoziemską. Kapsuła ma zadokować na Międzynarodowej Stacji Kosmicznej 24 kwietnia 2021 roku[46].

## 22 kwietnia
- Strzelanina w Boulder: Ahmadowi Al Aliwi Al-Issa, podejrzanemu o masową strzelaninę w Boulder w stanie Kolorado w zeszłym miesiącu, grozi ponad 40 dodatkowych zarzutów w związku z tym incydentem. Nowe zarzuty obejmują usiłowanie morderstwa pierwszego stopnia, napaść pierwszego stopnia i używanie magazynku o dużej pojemności, co jest nielegalne w Kolorado[47].
- Stany Zjednoczone były gospodarzem dwudniowego szczytu w sprawie klimatu i zaprosiły 40 światowych przywódców do dyskusji na temat konieczności przeciwdziałania zmianom klimatycznym i zobowiązania się do redukcji emisji w swoich krajach. Ze względu na protokoły kwarantanny konferencja była wirtualna[48].
- Pandemia COVID-19 w Niemczech: Prezydent Frank-Walter Steinmeier podpisał zmiany prawne w ustawie o ochronie przed infekcjami, które dadzą rządowi federalnemu uprawnienia do wprowadzenia środków „hamulca bezpieczeństwa” na obszarach, w których wskaźnik zakażeń przekracza określony poziom. Podpisanie ustawy nastąpiło po ostatecznym zatwierdzeniu przez Bundesrat[49].
- Izba Reprezentantów Stanów Zjednoczonych przegłosowała 216–208 za przyjęciem ustawy, która uczyni Waszyngton 51. stanem, przy ogólnym poparciu Demokratów i opozycji ze strony Republikanów[50].
- W wieku 75 lat zmarł Mirosław Handke, profesor nauk chemicznych, były rektor Akademii Górniczo-Hutniczej w Krakowie i minister edukacji narodowej w rządzie Jerzego Buzka[51].
- Prezes Japan Automobile Manufacturers Association Akio Toyoda ogłosił, że Tokyo Motor Show 2021 zostało odwołane z powodu pandemii COVID-19. Jest to pierwsze anulowanie tej imprezy w historii[52].
- Łazik NASA Perseverance z powodzeniem zsyntetyzował tlen na powierzchni Marsa. Dowiodło to o możliwości lokalnego wytworzenia tlenu do podtrzymywania życia i produkcji paliwa[53].

## 21 kwietnia
- Wojna domowa w Syrii: Syryjskie Obserwatorium Praw Człowieka doniosło o starciach, w wyniku których zginął dowódca Asayish i pięciu bojowników Sił Obrony Narodowej w mieście Al-Kamiszli w prowincji Al-Hasaka[54]. Ponadto samoloty izraelskich sił powietrznych dokonały nalotów na Syrię po tym, jak pocisk S-200 wylądował 30 km (19 mil) od Centrum Badań Jądrowych Shimon Peres Negev w południowym Izraelu. IDF stwierdziło, że pocisk wystrzelono z południowej Syrii. Mieszkańcy zarówno środkowego Izraela, jak i Zachodniego Brzegu donosili o głośnych eksplozjach[55].
- Bomba w samochodzie zostaje zdetonowana na parkingu hotelowym w Kwecie, Beludżystan w Pakistanie, zabijając cztery osoby i raniąc jedenaście innych[56].
- Co najmniej czterech żołnierzy zginęło w zasadzce w prowincji Sanmatenga w Burkinie Faso[57].
- Wojna w Afganistanie: Niemcy zapowiedziały wycofanie swoich wojsk z Afganistanu do początku lipca tegoż roku[58]. Z kolei Sekretarz stanu USA Antony Blinken powiedział, że administracja Joego Bidena współpracuje z Kongresem, aby zapewnić 300 milionów dolarów pomocy dla Afganistanu w 2021 roku w obawie przed upadkiem rządu afgańskiego po wycofaniu wojsk amerykańskich we wrześniu[59].
- Rebelianci z Frontu dla Zmian i Zgody w Czadzie (FACT) grożą, że po zabiciu prezydenta Idrissa Déby’ego dotrą do stolicy Czadu, Ndżameny. W stolicy kraju wielu cywilów decyduje się pozostać w domach w wyniku rosnącego zagrożenia. Rebelianci FACT odrzucają juntę wojskową, na czele której stoi syn Déby’ego, Mahamat Déby Itno, a politycy opozycji również wzywają do cywilnej transformacji[60].
- Pandemia COVID-19 w Niemczech: Bundestag przegłosował 342–250 za przyjęciem proponowanej ustawy o ochronie przed infekcjami, która pozwoli rządowi Angeli Merkel na jednolite ograniczenia na obszarach, na których wskaźnik infekcji jest bardzo wysoki. 152 osoby zostały aresztowane podczas demonstracji przeciwko kontrowersyjnemu prawu[61][62].
- Rząd Indonezji poinformował o zniknięciu okrętu podwodnego KRI Nanggala podczas ćwiczeń z ostrzałem torpedowym, prosząc Singapur i Australię o pomoc w poszukiwaniach i ratownictwie[63].

## 20 kwietnia
- Prezydent Idriss Déby zmarł z powodu ran odniesionych podczas dowodzenia siłami przeciwko rebeliantom na północy kraju. Konstytucja Czadu została zawieszona, a Tymczasowa Rada Wojskowa, na czele której stoi syn Déby’ego, generał Mahamat Idriss Déby Itno, będzie rządzić krajem przez 18 miesięcy[64].
- Grupa napastników porwała co najmniej 23 studentów i pracowników Greenfield University w mieście Kaduna w Nigerii[65].
- Sąd Najwyższy w Quebecu uchylił niektóre postanowienia Ustawy 21, która zakazuje pracownikom sektora publicznego noszenia symboli religijnych na podstawie tego, że narusza sekcje 3 i 23 Kanadyjskiej Karty Praw i Wolności. Jednakże Sąd podtrzymał większość przepisów[66].

## 19 kwietnia
- Armia Czadu stwierdziła, że 300 bojowników zostało zabitych, a 150 zostało aresztowanych podczas operacji wojskowych w północnej części kraju. Ponadto zginęło pięciu żołnierzy, a 36 zostało rannych[67].
- Kubański prezydent Miguel Díaz-Canel został oficjalnie mianowany pierwszym sekretarzem partii komunistycznej po rezygnacji Raúla Castro[68].
- Południowokoreańscy rybacy zorganizowali morską demonstrację, aby zaprotestować przeciwko decyzji rządu Japonii o wypuszczeniu do Oceanu Spokojnego skażonej wody ze zniszczonej elektrowni jądrowej Elektrownia jądrowa Fukushima 1. W proteście brało udział około 150 statków rybackich[69].
- Badania Marsa, Mars 2020: Śmigłowiec NASA o nazwie Ingenuity z powodzeniem wykonał pierwszy lot śmigłowca z napędem na powierzchni innej planety[70][71].
- Wicepremier Rosji Jurij Borysow potwierdził, że Rosja wycofa się z Międzynarodowej Stacji Kosmicznej w 2025 roku[potrzebny przypis].
- Administracja prezydenta Joego Bidena odrzuciła ograniczenia wprowadzone przez Donalda Trumpa dotyczące badań tkanek płodu w Narodowych Instytutach Zdrowia[72].
- Zespół badawczy z Grand Staircase – Escalante National Monument w Utah ogłosił, że liczne skamieniałości Teratophoneus odkryte w tym miejscu stanowią dowód na to, że wbrew powszechnemu przekonaniu dinozaury Tyrannosaurus polowały raczej w grupach niż pojedynczo[73].

## 18 kwietnia
- Co najmniej 19 cywilów zostało zabitych, a dwóch zostało rannych, gdy uzbrojeni mężczyźni napadli na wioskę w regionie Tillabéri w Nigrze[74].
- W wyniku wykolejenia pociągu w mieście Tuch, w prowincji Al-Kaljubijja w Egipcie zginęło co najmniej 11 osób, a 98 zostało rannych[75].
- W wypadku samochodowym na Przylądku Wschodnim w Południowej Afryce zginęło siedem osób, gdy ich pojazd zderzył się czołowo z autobusem[76].
- Pandemia COVID-19: Według stanu na 18 kwietnia liczba potwierdzonych zachorowań na całym świecie przekroczyła 142 miliony osób, zaś liczba potwierdzonych zgonów to ok. 3 miliony[77].
- Trzęsienie ziemi o sile 5,9 w skali Richtera nawiedziło prowincję Bushehr w południowym Iranie. Epicentrum wstrząsów znajdowało się w pobliżu miasta Bandar-e Genawe, natomiast hipocentrum trzęsienia znajdowało się na głębokości 10 km. Nie było doniesień o ofiarach[78].

## 17 kwietnia
- Wojna domowa w Jemenie (od 2015): Ruch Huti stwierdził, że uderzył w bazę lotniczą King Khalid Air Base w pobliżu miasta Chamis Muszajt w Arabii Saudyjskiej za pomocą wybuchowych dronów. Nie było odpowiedzi ze strony saudyjskiego rządu[79].
- Zamach stanu w Mjanmie: Rzecznik tajskiego ministerstwa spraw zagranicznych ogłosił, że przywódca birmańskiej junty Min Aung Hlaing weźmie udział w następnym szczycie ASEAN 24 kwietnia 2021 roku w Dżakarcie w Indonezji, w ramach swojej pierwszej zagranicznej podróży od przejęcia władzy w wyniku zamachu stanu z 1 lutego, który obalił Aung San Suu Kyi i Win Myint[80].
- Rada Administracji Państwowej Mjanmy ułaskawiła i uwolniła ponad 23 tys. więźniów z okazji birmańskiego Nowego Roku. Wśród zwolnionych jest australijski biznesmen skazany na 13 lat więzienia za posiadanie narkotyków oraz trzech członków ruchu prodemokratycznego Generation Wave[81].

## 16 kwietnia
- Oczekiwanym posunięciem na 8. Kongresie Partii Komunistycznej była oficjalna rezygnacja Raúla Castro z funkcji pierwszego sekretarza, najpotężniejszej pozycji na Kubie. Oczekuje się, że jego następcą zostanie obecny prezydent Miguel Díaz-Canel[82].
- Turecki Bank Centralny zakazał transakcji przy użyciu kryptowalut i aktywów kryptograficznych, powołując się na możliwe „nieodwracalne szkody” i ryzyko transakcyjne dla klientów[83].
- Program Artemis: NASA przyznała firmie SpaceX kontrakt na budowę systemu lądowania dla ludzi nowej generacji, aby w ciągu tej dekady wysłać amerykańskich astronautów na powierzchnię Księżyca[84].

## 15 kwietnia
- Strzelanina w placówce FedEx w Indianapolis: Osiem osób zginęło, a siedem zostało rannych w masowej strzelaninie w zakładzie FedEx w Indianapolis w stanie Indiana w Stanach Zjednoczonych. Policja stwierdziła, że później napastnik odebrał sobie życie[85][86].
- Co najmniej cztery osoby zginęły, a 17 zostało rannych w ataku bombowym na targu w dzielnicy As-Saura w Bagdadzie w Iraku[87].
- Mieszkańcy Essouassi w prowincji Al-Mahdijja w Tunezji podpalili miejscowy posterunek policji i samochód policyjny po tym, jak dwóch młodych mężczyzn zginęło w wypadku drogowym z policyjnym pojazdem. Personel ewakuował obiekt i nikt nie został ranny[88].
- Zamach stanu w Mjanmie: Siły bezpieczeństwa aresztowały w pobliżu Munywy 25-letniego Wai Moe Nainga, jednego z głównych przywódców protestów przeciwko zamachowi stanu. Ponadto żołnierze otworzyli ogień do protestujących w Mandalaj, aby rozproszyć grupę pracowników medycznych, zabijając jednego mężczyznę i raniąc kilku innych[89].
- Francuskie Zgromadzenie Narodowe jednogłośnie zagłosowało za zmianą obowiązującej ustawy o wieku wyrażania zgody, aby oficjalnie uznać seks z dziećmi poniżej 15 roku życia za gwałt i podlegać karze do 20 lat więzienia. Wcześniej prawo zezwalało osobie pełnoletniej na dochodzenie zgody dziecka w sądzie. Ustawa klasyfikuje również kazirodczy seks z nieletnim poniżej 18 roku życia jako gwałt[90].

## 14 kwietnia
- Co najmniej 20 osób zginęło, a trzy zostały ranne po przewróceniu się autobusu po potrąceniu go przez ciężarówkę w prowincji Asjut w Egipcie[91].
- Wojna domowa w Somalii: 15 cywilów zostało zabitych, a czterech innych zostało rannych, gdy mikrobus, którym podróżowali, wjechał na minę lądową na obrzeżach Mogadiszu. Dowódca wojskowy obwinił Asz-Szabab[92].

## 13 kwietnia
- Co najmniej 20 dzieci zginęło podczas pożaru w szkole w Niamey w Nigrze[93].
- W wyniku zamachu samochodowego w Farah zginęło trzech cywilów; z kolei 10 pracowników ochrony zginęło na północy kraju[94].
- Prowizoryczny ładunek wybuchowy eksplodował na boisku piłkarskim w Hub, Beludżystan w Pakistanie, raniąc dwanaście osób. Do ataku doszło podczas gry zorganizowanej jako pamiątkowy hołd dla policjantów poległych na służbie[95].
- Wojna w Afganistanie: Prezydent USA Joe Biden powiedział, że planuje wycofać wszystkie pozostałe wojska amerykańskie w Afganistanie do 11 września tegoż roku. Stany Zjednoczone ponowiły również swoje poparcie dla rządu afgańskiego przeciwko talibom, który jednak odmówił komentarza w sprawie zmiany w stosunku do wcześniej uzgodnionego terminu 1 maja[96]. Z kolei Wielka Brytania ogłosiła, że wycofa prawie wszystkie swoje wojska z Afganistanu po ogłoszeniu wycofania się Stanów Zjednoczonych. W Afganistanie nadal stacjonuje około 750 brytyjskich żołnierzy, głównie w Kabulu[97]. Natomiast Turcja zapowiedziała, że od 24 kwietnia do 4 maja będzie gospodarzem szczytu, mającego na celu zakończenie wojny w Afganistanie[98].
- Po posiedzeniu gabinetu rząd Japonii podjął decyzję o uwolnieniu 1,25 miliona ton oczyszczonej radioaktywnej wody z uszkodzonej elektrowni jądrowej Fukushima poprzez zrzucenie jej do Oceanu Spokojnego w ciągu 30 lat. Chociaż rząd zapewnił, że radioaktywna woda została już uzdatniona i rozcieńczona do takiego poziomu, który nie będzie miał negatywnego wpływu na ludzkie zdrowie i środowisko to jednak spotkało się to ze sceptycyzmem i sprzeciwem, zwłaszcza ze strony japońskiego przemysłu rybnego. Ponadto sprzeciwiają się temu Korea Południowa, Chiny i Tajwan, wspierany przez Stany Zjednoczone[99][100][101].
- Blokada Kanału Sueskiego w 2021: Sąd w Ismailii przychylił się do wniosku egipskiego Urzędu Kanału Sueskiego o zajęcie kontenerowca Ever Given w oczekiwaniu na wypłatę odszkodowania w wysokości ponad 900 milionów dolarów[102].

## 12 kwietnia
- Co najmniej 20 osób zginęło, a 14 zostało rannych w wypadku autobusowym w regionie Ancash w Peru[103].
- Wojna w Donbasie: Dwóch ukraińskich żołnierzy zginęło w starciach na linii frontu z siłami separatystów w Donbasie. Obaj zginęli w wyniku ostrzału z broni strzeleckiej[104]. Ponadto Ukraina uruchomiła Artykuł 15 Karty o szczególnym partnerstwie, inicjując nadzwyczajne spotkanie z NATO w celu omówienia rosyjskiej eskalacji w Donbasie i rozbudowy sił rosyjskich na jej granicy. Artykuł został ostatnio uruchomiony w 2018 roku podczas kryzysu w Cieśninie Kerczeńskiej[105].
- Francuscy ustawodawcy w głosowaniu zakazali liniom lotniczym oferowania lotów krajowych, jeśli tę samą podróż można by odbyć pociągiem w mniej niż 2,5h[106].

## 11 kwietnia
- Katastrofa kolejowa koło Sauhadż: Egipska prokuratura oświadczyła, że nikogo nie było za sterami jednego z pociągów, które zderzyły się w zeszłym miesiącu w wypadku, w którym zginęło 20 osób, a około 200 zostało rannych[107].
- Wojna w Donbasie: Ukraiński żołnierz został zabity, a inny poważnie ranny w wyniku ostrzału artyleryjskiego sił rosyjskich separatystów na linii frontu we wschodniej Ukrainie, w wyniku czego całkowita liczba żołnierzy zabitych w walce w tym roku wzrosła do 27[108].
- Siedmiu duchownych katolickich, w tym dwóch obywateli francuskich, zostaje porwanych w mieście Croix-des-Bouquets w Departamencie Zachodnim na Haiti[109].

## 10 kwietnia
- Zamach stanu w Mjanmie: 10 funkcjonariuszy zostaje zabitych przez sojusz grup rebeliantów podczas ataku na komisariat policji w Naungmon[110]. Ponadto Ambasador Mjanmy przy ONZ Kyaw Moe Tun wezwał społeczność międzynarodową do wprowadzenia strefy zakazu lotów nad jego krajem w celu ochrony ludności cywilnej przed nalotami oraz ustanowienia embarga na broń dla junty, mówiąc: „Wasze zbiorowe, zdecydowane działania są natychmiast potrzebne”[111].
- Wojna w Somalii (od 2009): Zamachowiec-samobójca dokonuje ataku na gubernatora regionu Bay w Somalii, zabijając przy tym cztery osoby i raniąc sześć innych przed barem w Baydhabo. Gubernator ucieka bez szwanku[112].
- O godzinie 14:00 czasu lokalnego wystąpiło trzęsienie ziemi o magnitudzie 6,0 u południowego wybrzeża Jawy Wschodniej. Epicentrum trzęsienia znajdowało się 44 km na południowy zachód od Gondanglegi Kulon, na głębokości 82,3 km. Zginęło osiem osób, a 39 zostało poważnie rannych[113].
- Cztery osoby zginęły, a cztery zostały ranne po tym, jak siły bezpieczeństwa otworzyły ogień do protestujących podczas wyborów w Bengalu Zachodnim w Indiach. Kolejna osoba zginęła, gdy nieznani napastnicy strzelali do wyborców w lokalu wyborczym[114].
- Prezydent Iranu Hasan Rouhani zainaugurował serię zaawansowanych wirówek do wzbogacania uranu w obiekcie jądrowym w Natanz, tym samym ujawniając, że Iran naruszył porozumienie, które nakazuje testowanie i stosowanie wyłącznie wirówek „pierwszej generacji” do wzbogacania uranu, w reakcji na zachodnie sankcje naruszające umowę. Posunięcie to jest wynikiem pośrednich dyskusji w Wiedniu między Iranem a Stanami Zjednoczonymi w celu ożywienia umowy[115].
- Chińska administracja państwowa ds. regulacji rynku nałożyła grzywnę w wysokości 18,2 miliarda jenów (2,78 miliarda dolarów) na firmę technologiczną Alibaba z powodu praktyk antykonkurencyjnych, które zmusiły kupców do wybrania jednej z dwóch platform, zamiast możliwości współpracy z obiema[116].

## 9 kwietnia
- Zamach stanu w Mjanmie: Żołnierze zabijają co najmniej 83 osoby w Pegu w Mjanmie; z kolei rzecznik junty, generał Zaw Min Tun, stwierdził, że kraj „wraca do normalności”, ponieważ protesty „słabną”, a ministerstwa i banki wkrótce wznowią pełną działalność[117][118].
- 40 osób zginęło, a 31 zostało rannych w wypadku drogowym z udziałem autobusu w Kiwawie w Demokratycznej Republice Konga[119].
- 11 żołnierzy armii nigeryjskiej, w tym oficer, zginęło w zasadzce podczas patrolu w stanie Benue[120].
- Policja i wojskowi w Indiach stwierdzili, że po dwóch operacjach wojskowych, w których zginęło siedem osób, zlikwidowano islamistyczną i separatystyczną grupę terrorystyczną Ansar Ghazwat-ul-Hind[121].
- Wojna w Donbasie: W wyniku eskalacji napięć między USA, Rosją i Ukrainą, Rosja rozmieściła więcej żołnierzy na granicy rosyjsko-ukraińskiej, a Stany Zjednoczone wysłały dwa okręty wojenne na Morze Czarne[122].
- Indonezja zwiększyła środki bezpieczeństwa w całym kraju w odpowiedzi na niedawne ataki terrorystyczne i ogłosiła plany ponownego otwarcia Bali, Bantam i Bintan dla zagranicznych turystów w ramach strategii odbudowy turystyki po pandemii COVID-19[123].

## 8 kwietnia
- Zamach stanu w Mjanmie: W mieście Taze w regionie Sikong doszło do starć uzbrojonych demonstrantów i żołnierzy, w wyniku których zginęło co najmniej 11 osób, a około 20 zostało rannych[124]. Ponadto birmański aktor i krytyk junty Paing Takhon został zatrzymany przez wojsko w North Dagon Township w Rangunie[125].
- Co najmniej dziewięć osób zginęło, a 20 zostało rannych w wyniku wypadku autobusu, który zjechał z drogi na autostradzie interoceanicznej w Puquio w Peru[126].
- W mieście Savé w wyniku protestów przeciwko wyborowi prezydenta Patrice'a Talona zginęła jedna osoba, gdy żołnierze usiłowali rozpędzić protestujących przy użyciu broni. Ponadto sześć osób zostało rannych w wyniku ostrzału[127].
- Eksplozja w fabryce farb w Ohio w Stanach Zjednoczonych zabiła jedną osobę i raniła osiem innych[128].
- W rafinerii petrochemicznej Pemex w Minatitlán w Meksyku doszło do dużej eksplozji, a następnie pożaru. Nie odnotowano ofiar śmiertelnych, ale siedem osób, w tym pięciu strażaków, zostało rannych[129].
- Na wyspie Saint Vincent (Saint Vincent i Grenadyny) ogłoszono czerwony alarm i nakazano ewakuację mieszkańców po ostrzeżeniu przez sejsmologów o rychłej erupcji wulkanu La Soufrière[130].
- Egipskie Ministerstwo Turystyki i Starożytności ogłosiło ponowne odkrycie „zaginionego złotego miasta” sprzed 3000 lat w pobliżu Luksoru. Odkryte przez zespół kierowany przez Zahi Hawassa, miejsce to jest największym miastem, jakie kiedykolwiek znaleziono w historii Egiptu[131].

## 7 kwietnia
- Co najmniej 100 osób zginęło w trwających starciach między regionami Afar i Somali w Etiopii. Walka rozpoczęła się w piątek 2 kwietnia 2021 roku, kiedy siły specjalne Somali zaatakowały obszary Haruk i Gewane przy użyciu ciężkiej broni, w tym karabinów maszynowych i granatników przeciwpancernych[132].
- Konflikt w Darfurze: Liczba ofiar w wyniku starć plemiennych, które rozpoczęły się 5 kwietnia tegoż roku między Masalitami a Arabami w Al-Dżunajna, Zachodnim Darfurze w Sudanie, wzrosła do 87 zabitych i 191 rannych[133].
- Zamach stanu w Mjanmie: Siły bezpieczeństwa otworzyły ogień do protestujących przeciwko zamachowi stanu, zabijając 15 osób i raniąc dziesiątki innych. Tłum podpalił również chińską fabrykę odzieży w Rangunie. Stowarzyszenie Pomocy Więźniom Politycznym stwierdziło, że junta wydaje się przenosić swoją uwagę z miast na obszary wiejskie i „traci kontrolę” nad krajem[134].
- Co najmniej 16 osób zginęło, a 14 zostało rannych w czołowym zderzeniu dwóch autobusów w pobliżu granicy meksykańsko-amerykańskiej w meksykańskim stanie Sonora[135].
- Wojna domowa w Syrii: Bojownicy IS napadli na miasto As-Si’in w dystrykcie As-Salamijja w zachodniej muhafazie Hama, porywając dziesiątki ludzi, w tym ośmiu żołnierzy. Kilka osób zostało później uwolnionych, a jedna osoba podobno została zabita[136].
- Zaraz po tym, jak NATO wezwało Ukrainę do „przyspieszenia” ubiegania się o członkostwo, Kreml ostrzegł, że przystąpienie Ukrainy do Sojuszu Północnoatlantyckiego „zaostrzy konflikt w Donbasie”[137].
- Rząd Włoch formalnie uchylił akt prawny z 1913 roku, który pozwalał rządowi cenzurować lub zakazywać filmów, tym samym skutecznie zakazując cenzury filmów[138].
- FIFA na czas nieokreślony zakazała Czadowi udziału we wszystkich światowych rozgrywkach piłkarskich, powołując się na ingerencję rządu w federację piłkarską tego kraju[139].

## 6 kwietnia
- Norweskie centrum koordynacji ratownictwa stwierdziło, że załoga MV Eemslift Hendrika została ewakuowana helikopterem w nocy, a niektórzy po wskoczeniu do Morza Północnego, po tym, jak statek zaczął gwałtownie przechylać się. Specjalistyczny statek przeznaczony do transportu luksusowych jachtów, stracił moc, może zatonąć i dryfuje w kierunku norweskiego wybrzeża[140].
- Arkansas stał się pierwszym stanem USA, który zakazał opieki tymczasowej dla nieletnich transpłciowych po tym, jak ustawodawca unieważnił weto gubernatora Asy Hutchinsona wobec ustawy[141].

## 5 kwietnia
- Co najmniej 26 osób zginęło, gdy prom zatonął po zderzeniu ze statkiem towarowym na rzece Shitalakshya w mieście Narajangondźo w Bangladeszu[142].
- Konflikt w Darfurze: W plemiennych starciach pomiędzy Masalitami i Arabami w sudańskim mieście Al-Dżunajna w Darfurze Zachodnim zginęło co najmniej 40 osób, a 60 innych zostało rannych. Mieszkańcy zgłaszali użycie ciężkiej broni i granatników przeciwpancernych[143].
- Wojna w Afganistanie: Dywizja operacji specjalnych armii afgańskiej stwierdziła, że w ciągu ostatnich 24 godzin w Afganistanie zginęło 110 Talibów[144].
- Wojsko Mozambiku stwierdziło, że odzyskało pełną kontrolę nad miastem Palma, ponad tydzień po zajęciu go przez bojowników powiązanych z Państwem Islamskim. Podczas kontrofensywy zginęło kilku terrorystów[145].
- Władze podały, że uzbrojeni napastnicy zaatakowali więzienie w Owerri w stanie Imo (Nigeria), uwalniając ponad 1800 więźniów. Policja oskarżyła o atak grupę separatystów o nazwie Rdzenni mieszkańcy Biafry (IPOB), jednakże grupa zaprzeczyła zarzutom, nazywając je „kłamstwami”[146].
- Południowokoreańska firma elektroniczna LG zapowiedziała zaprzestanie produkcji smartfonów, powołując się na słabą sprzedaż i silną konkurencję zarówno ze strony sztandarowych, jak i budżetowych marek. Stała się pierwszą dużą marką smartfonów, która opuściła rynek[147].
- Pandemia COVID-19: Według stanu na 5 kwietnia liczba potwierdzonych zachorowań na całym świecie przekroczyła 132 miliony osób, zaś liczba potwierdzonych zgonów to ok. 2,9 miliona[148].

## 4 kwietnia
- Co najmniej 86 osób zginęło na wyspie Flores w Indonezji, a ponad 27 w Dili na Timorze Wschodnim w wyniku gwałtownych powodzi i osunięć ziemi[149].
- 11 osób zginęło, a 19 innych zostało rannych po zderzeniu ciężarówki i autobusu pasażerskiego na drodze ekspresowej G15 Shenyang – Haikou w prowincji Jiangsu w Chinach[150].
- 12 osób zginęło, a cztery uznano za zaginione po zatonięciu łodzi rybackiej na morzu koło Zhoushan w Zhejiang w Chinach[151].
- Trzech pracowników ochrony zginęło w zamachu bombowym na samochód w pobliżu Kabulu. Do ataku przyznali się Talibowie[152].
- W wyniku eksplozji i pożarze na pokładzie łodzi zostało rannych co najmniej osiem osób, niektóre są stanie krytycznym. Wypadek miał miejsce na rzece Hawkesbury w stanie Nowa Południowa Walia w Australii[153].
- W Bułgarii odbyły się wybory parlamentarne, które wygrała centroprawicowa partia GERB, zdobywając 26,07% głosów[154][155].

## 3 kwietnia
- Wojna w Somalii (od 2009): Dziesięć osób zginęło, a cztery zostały ranne po tym, jak zamachowiec-samobójca wysadził się w pobliżu prowizorycznych kiosków w Mogadiszu[156]. Z kolei bojownicy Asz-Szabab zaatakowali dwie bazy wojskowe w Lower Shabelle za pomocą samochodów pułapek i pocisków moździerzowych. Dziewięciu żołnierzy somalijskich zostało zabitych, a jedenastu rannych. Generał armii stwierdził, że 76 bojowników zginęło w odwecie, a dziesięciu trafiło do niewoli[157].
- Władze jordańskie aresztowały 20 osób, w tym członka rodziny królewskiej Hassana bin Zaida i byłego szefa dworu królewskiego Bassema Awadallaha za spisek mający na celu obalenie króla Abdullaha II. Koronny książę Husajn ibn al-Abdullah został również poinformowany przez pracowników ochrony, aby „zaprzestał wszelkich ruchów i działań, które mogłyby zostać wykorzystane do zaatakowania bezpieczeństwa i stabilności Jordanii”[158][159].
- Szczątki 22 faraonów zostały przeniesione w procesji nazwanej „Złotą Paradą Faraonów” z Muzeum Egipskiego w Kairze do Narodowego Muzeum Cywilizacji Egipskiej, które zostało w pełni otwarte następnego dnia[160].

## 2 kwietnia
- Co najmniej 51 osób zginęło, a 186 zostało rannych, gdy ośmiowagonowy pociąg Taroko Express, jadący na obchody święta Qingmingjie, wykoleił się w tunelu na północ od miasta Hualian (powiat Hualien na Tajwanie), po wcześniejszym zderzeniu się z ciężarówką budowlaną, która spadła ze zbocza na tory. W chwili wypadku pociąg przewoził 488 pasażerów[161][162].
- Czterech żołnierzy Czadu zostało zabitych, a wielu zostało rannych podczas ataku dżihadystów na bazę wojskową w Aguelhok w regionie Kidal, Mali[163].
- Jeden policjant zginął, a inny został ranny w wyniku uderzenia przez pojazd pod Kapitolem w Waszyngtonie. Napastnik został zastrzelony przy próbie ataku nożem na innych funkcjonariuszy[164].
- Francuska firma energetyczna Total zaprzestała działalności i ewakuowała wszystkich swoich pracowników ze swojej elektrowni w prowincji Cabo Delgado w Mozambiku po tym, jak bojownicy Państwa Islamskiego – Prowincji Afryki Środkowej zinfiltrowali strefę bezpieczeństwa otaczającą rezerwy skroplonego gazu ziemnego, w której znajduje się elektrownia[165].
- Ośmiu policjantów zostało rannych, a osiem osób zostało aresztowanych podczas zamieszek na ulicy Sandy Row w południowym Belfaście[166].
- Kanadyjskie linie lotnicze Air Canada i Air Transat wspólnie rozwiązały planowaną fuzję po tym, jak nie uzyskały zgody od Komisji Europejskiej[167].
- Zapieczętowana kopia gry Super Mario Bros. z Nintendo Entertainment System z 1985 roku została sprzedana na aukcji internetowej za 660 tys. dolarów; jest to największa suma zapłacona za grę komputerową w historii[168].

## 1 kwietnia
- Dwóch żołnierzy armii wenezuelskiej zginęło, a dziewięciu innych zostało rannych w wyniku wybuchu miny lądowej w pobliżu granicy z Kolumbią podczas operacji przeciwko dysydentom FARC i innym „nieregularnym grupom zbrojnym”[169].
- Sześciu cywilnych członków oddziałów pomocniczych Sił Zbrojnych Burkina Faso zginęło podczas operacji w departamencie Dablo w prowincji Sanmatenga[170].
- Zamach stanu w Mjanmie: Wielka Brytania nałożyła sankcje na birmański konglomerat Myanmar Economic Corporation za finansowanie junty i za kontakty z urzędnikami wojskowymi. Z kolei brytyjski minister spraw zagranicznych Dominic Raab oskarżył juntę o "osunięcie się na nowy poziom z bezmyślnym zabijaniem niewinnych ludzi, w tym dzieci"[171].
- Protesty w Hongkongu (2019): Sąd w Hongkongu skazał dziewięciu działaczy opozycyjnego obozu prodemokratycznego za zorganizowanie i udział w „nielegalnym zgromadzeniu”. Wśród skazanych są politycy Martin Lee, Leung Kwok-hung, Margaret Ng oraz przedsiębiorca Jimmy Lai[172].
- Prezydent Słowacji Zuzana Čaputová mianowała ministra finansów Eduarda Hegera na nowego premiera, kończąc tym samym trwający miesiąc kryzys polityczny[173].
- Nowa Zelandia podniosła minimalne wynagrodzenie do 20 dolarów za godzinę, zwiększając średni dochód 175 tys. obywateli o 44 dolary tygodniowo, podczas gdy podatek dochodowy od osób zarabiających powyżej 180 tys. dolarów wzrósł do 39%. Wydatki na opiekę społeczną, dodatki studenckie i wsparcie dla nabywców domów po raz pierwszy również uległy zwiększeniu[174].